# Les Grandes-Ventes
Les Grandes-Ventes là một xã thuộc tỉnh Seine-Maritime trong vùng Normandie miền bắc nước Pháp.

## Huy hiệu
| Arms of Les Grandes-Ventes | The arms of Les Grandes-Ventes are blazoned: Quarterly 1&4: Azure, on a bend argent between 2 spur rowels Or, 5 lozengees gules bendwise; 2&3: Argent, 2 fesses gules. |

## Dân số
| 1962                                 | 1968 | 1975 | 1982 | 1990 | 1999 | 2006 |
| ------------------------------------ | ---- | ---- | ---- | ---- | ---- | ---- |
| 1513                                 | 1381 | 1373 | 1496 | 1729 | 1813 | 1869 |
| Từ năm 1962: Dân số không tính trùng |      |      |      |      |      |      |

## Xã kết nghĩa
- Osterwieck, Đức.